# Секс-симбол
Секс-симбол је позната особа, мушког или женског пола, коју публика сматра сексуално привлачном.

## Почеци
Велики део у стварању секс-симбола су имали филмови, нарочито у ери немих филмова када је публика гледала атрактивне глумце и глумице. Једна од првих секс-симбола била је глумица Аста Нилсен из Данске. Рудолф Валентино је први мушки секс-симбол. Старији глумци који су сматрани за секс-симболе су Кларк Гејбл, Марлон Брандо, Џин Харлоу, Софија Лорен и по мишљењу многих, највећи секс-симбол свих времена Мерилин Монро.

## Данас
Иако су филмови још увек веома битан фактор у стварању секс-симбола, јако велику улогу игра и телевизија, нарочито сапунице, као и музички спотови. У данашње време је уобичајено да када се појави нови глумац или певач, од њих врло често праве секс-симболе. Данас има много више секс-симбола него раније. Памела Андерсон се, на пример, сматра највећим секс-симболом 1990-их, док је 1980-их актуелна била Мадона. Неки од секс-симбола данашњице су Анџелина Џоли, Бред Пит, Џесика Алба, Том Круз, Колин Фарел, Моника Белучи, Џастин Тимберлејк, Џорџ Клуни и други.